# Modena FC
Modena FC jest włoskim klubem piłkarskim z miasta Modena. Klub założony został w roku 1912. Barwy drużyny to niebieski i żółty. Obecnie gra w Serie B.
Modena F.C. to jedyny klub, który dwukrotnie (w 1981 i 1982) wygrał puchar Włosko-Angielski.

## Rekordy Klubu
- Najwięcej występów w drużynie: Renato Braglia, 485
- Najwięcej strzelonych bramek: Renato Brighenti, 82
- Najwyższa wygrana (dom): 6-0 z Livorno, Serie A 1929–1930
- Najwyższa porażka (dom): 5-0 z Napoli, Serie A 1929–1930
- Najwyższa wygrana (wyjazd) 0-4 z Venezia, Serie A 1939–1940
- Najwyższa porażka (wyjazd) 1-9 z Lazio, Serie A 1931–1932

## Skład na sezon 2023/2024
| Nr | Poz. | Piłkarz                     |
| -- | ---- | --------------------------- |
| 3  | OB   | Fabio Ponsi                 |
| 4  | OB   | Antonio Pergreffi (kapitan) |
| 6  | PO   | Luca Magnino                |
| 7  | PO   | Edoardo Duca                |
| 8  | PO   | Nicola Mosti                |
| 9  | NA   | Nicholas Bonfanti           |
| 10 | PO   | Luca Tremolada              |
| 11 | NA   | Diego Falcinelli            |
| 15 | OB   | Tommaso Silvestri           |
| 16 | PO   | Fabio Gerli                 |

| Nr | Poz. | Piłkarz            |
| -- | ---- | ------------------ |
| 19 | PO   | Romeo Giovannini   |
| 21 | PO   | Marco Armellino    |
| 23 | PO   | Thomas Battistella |
| 26 | BR   | Riccardo Gagno     |
| 33 | BR   | Francesco Renzetti |
| 57 | OB   | Mauro Coppolaro    |
| 96 | OB   | Shady Oukhadda     |
|    | BR   | Filippo Vandelli   |
|    | OB   | Riccardo Baroni    |
|    | OB   | Matteo Cotali      |